# Capistrano
Capistrano község (comune) Olaszország Calabria régiójában, Vibo Valentia megyében.

## Fekvése
A megye keleti részén fekszik, a Serre calabresi keleti oldalán. Határai: Chiaravalle Centrale, Filogaso, Maierato, Monterosso Calabro, San Nicola da Crissa, San Vito sullo Ionio és  Torre di Ruggiero.

## Története
A település alapítására vonatkozóan nincsenek pontos adatok. Első írásos említése a 14. századból származik. Korabeli épületeinek nagy része az 1783-as calabriai földrengésben elpusztult. A 19. század elején vált önálló községgé, amikor a Nápolyi Királyságban felszámolták a feudalizmust.

## Népessége
A népesség számának alakulása:

## Főbb látnivalói
- Fontana Batia - díszkút a város központjában
- San Nicola-templom - 18. századi-templom